# Лейк-оф-те-Вудс (Аризона)
Лейк-оф-те-Вудс (англ. Lake of the Woods) — переписна місцевість (CDP) в США, в окрузі Навахо штату Аризона. Населення — 3648 осіб (2020).

## Географія
Лейк-оф-те-Вудс розташований за координатами 34°9′9″ пн. ш. 109°59′40″ зх. д. / 34.15250° пн. ш. 109.99444° зх. д. (34.152511, -109.994566).  За даними Бюро перепису населення США в 2010 році переписна місцевість мала площу 10,73 км², з яких 10,27 км² — суходіл та 0,46 км² — водойми.

## Демографія
Згідно з переписом 2010 року, у переписній місцевості мешкали 4094 особи в 1607 домогосподарствах у складі 1093 родин. Густота населення становила 381 особа/км².  Було 2859 помешкань (266/км²).
Расовий склад населення:
| - 86,1 % — білих - 2,4 % — корінних американців - 0,7 % — азіатів - 0,6 % — чорних або афроамериканців - 7,6 % — осіб інших рас |

До двох чи більше рас належало 2,5 %. Частка іспаномовних становила 19,6 % від усіх жителів.
За віковим діапазоном населення розподілялося таким чином: 26,3 % — особи молодші 18 років, 57,9 % — особи у віці 18—64 років, 15,8 % — особи у віці 65 років та старші. Медіана віку мешканця становила 41,4 року. На 100 осіб жіночої статі у переписній місцевості припадало 103,1 чоловіків;  на 100 жінок у віці від 18 років та старших — 100,4 чоловіків також старших 18 років.
Середній дохід на одне домашнє господарство  становив 63 901 долар США (медіана — 38 173), а середній дохід на одну сім'ю — 82 279 доларів (медіана — 59 142). За межею бідності перебувало 12,9 % осіб, у тому числі 17,7 % дітей у віці до 18 років та 6,4 % осіб у віці 65 років та старших.
Цивільне працевлаштоване населення становило 1805 осіб. Основні галузі зайнятості: освіта, охорона здоров'я та соціальна допомога — 23,4 %, роздрібна торгівля — 15,5 %, мистецтво, розваги та відпочинок — 10,4 %, будівництво — 10,2 %.